# Distretto di Bômbôgôr
Il distretto di Bômbôgôr è uno dei venti distretti (sum) in cui è suddivisa la provincia di Bajanhongor, in Mongolia. Conta una popolazione di 2.584 abitanti (censimento 2006). 